# Zruč nad Sázavou
Zruč nad Sázavou là một thị trấn thuộc huyện Kutná Hora, vùng Středočeský, Cộng hòa Séc.